# Kōki Anzai
Kōki Anzai (jap. 安西幸輝 Anzai Kōki; ur. 31 maja 1995 w Kawaguchi) – japoński piłkarz występujący na pozycji prawego obrońcy w portugalskim klubie Portimonense SC oraz w reprezentacji Japonii.

## Kariera klubowa

### Tokyo Verdy
W 2008 roku dołączył do akademii Tokyo Verdy. 1 lutego 2014 został przesunięty do pierwszego składu. Zadebiutował 2 marca 2014 w meczu J2 League przeciwko Matsumoto Yamaga FC. Pierwszą bramkę zdobył 6 maja 2014 w meczu ligowym przeciwko Kamatamare Sanuki.

### Kashima Antlers
5 stycznia 2018 przeszedł do drużyny Kashima Antlers. Zadebiutował 14 lutego 2018 w meczu fazy grupowej Azjatyckiej Ligi Mistrzów przeciwko Shanghai Greenland Shenhua (1:1). W J1 League zadebiutował 25 lutego 2018 w meczu przeciwko Shimizu S-Pulse (0:0). Pierwszą bramkę zdobył 22 lipca 2018 w meczu ligowym przeciwko Kashiwa Reysol (6:2). 10 listopada 2018 wystąpił w meczu rewanżowym finału Azjatyckiej Ligi Mistrzów przeciwko Persepolis FC (0:0) i zdobył trofeum.

### Portimonense SC
17 lipca 2019 podpisał kontrakt z klubem Portimonense SC. Zadebiutował 3 sierpnia 2019 w meczu Taça da Liga przeciwko Académica Coimbra (2:0). W Primeira Liga zadebiutował 9 sierpnia 2019 w meczu przeciwko Belenenses SAD (0:0). Pierwszą bramkę zdobył 15 września 2019 w meczu ligowym przeciwko FC Porto (2:3).

## Kariera reprezentacyjna

### Japonia
W 2019 roku otrzymał powołanie do reprezentacji Japonii. Zadebiutował 22 marca 2019 w meczu towarzyskim przeciwko reprezentacji Kolumbii (0:1).

## Statystyki

### Klubowe
(aktualne na dzień 14 lutego 2021)
| Klub               | Sezon              | Liga               | Liga  | Liga   | Puchar kraju | Puchar kraju | Puchar ligi | Puchar ligi | Azja  | Azja   | Inne  | Inne   | Suma  | Suma   |
| Klub               | Sezon              | Liga               | Mecze | Bramki | Mecze        | Bramki       | Mecze       | Bramki      | Mecze | Bramki | Mecze | Bramki | Mecze | Bramki |
| ------------------ | ------------------ | ------------------ | ----- | ------ | ------------ | ------------ | ----------- | ----------- | ----- | ------ | ----- | ------ | ----- | ------ |
| Tokyo Verdy        | 2014               | J2 League          | 41    | 2      | 1            | 0            | –           | –           | –     | –      | –     | –      | 42    | 2      |
| Tokyo Verdy        | 2015               | J2 League          | 35    | 1      | 0            | 0            | –           | –           | –     | –      | –     | –      | 35    | 1      |
| Tokyo Verdy        | 2016               | J2 League          | 34    | 0      | 1            | 0            | –           | –           | –     | –      | –     | –      | 35    | 0      |
| Tokyo Verdy        | 2017               | J2 League          | 41    | 3      | 0            | 0            | –           | –           | –     | –      | –     | –      | 41    | 3      |
| Tokyo Verdy        | Ogólnie            | Ogólnie            | 151   | 6      | 2            | 0            | 0           | 0           | 0     | 0      | 0     | 0      | 153   | 6      |
| Kashima Antlers    | 2018               | J1 League          | 28    | 3      | 5            | 0            | 4           | 0           | 10    | 0      | –     | –      | 47    | 3      |
| Kashima Antlers    | 2019               | J1 League          | 15    | 3      | 0            | 0            | 0           | 0           | 7     | 0      | 3     | 0      | 25    | 3      |
| Kashima Antlers    | Ogólnie            | Ogólnie            | 43    | 6      | 5            | 0            | 4           | 0           | 17    | 0      | 3     | 0      | 72    | 6      |
| Portimonense SC    | 2019/20            | Primeira Liga      | 23    | 1      | 1            | 0            | 4           | 0           | –     | –      | –     | –      | 28    | 1      |
| Portimonense SC    | 2020/21            | Primeira Liga      | 16    | 0      | 1            | 0            | –           | –           | –     | –      | –     | –      | 17    | 0      |
| Portimonense SC    | Ogólnie            | Ogólnie            | 39    | 1      | 2            | 0            | 4           | 0           | 0     | 0      | 0     | 0      | 45    | 1      |
| Ogólnie w karierze | Ogólnie w karierze | Ogólnie w karierze | 233   | 13     | 9            | 0            | 8           | 0           | 17    | 0      | 3     | 0      | 270   | 13     |

### Reprezentacyjne
(aktualne na dzień 14 lutego 2021)
| Reprezentacja | Rok     | Mecze | Bramki |
| ------------- | ------- | ----- | ------ |
| Japonia       |         |       |        |
| 2019          | 4       | 0     |        |
| 2020          | 1       | 0     |        |
| Ogólnie       | Ogólnie | 5     | 0      |

| Mecze i gole w reprezentacji | Mecze i gole w reprezentacji | Mecze i gole w reprezentacji | Mecze i gole w reprezentacji | Mecze i gole w reprezentacji | Mecze i gole w reprezentacji | Mecze i gole w reprezentacji | Mecze i gole w reprezentacji |
| Lp.                          | Data                         | Miejsce                      | Gospodarz                    | Gość                         | Wynik                        | Gol                          | Rozgrywki                    |
| ---------------------------- | ---------------------------- | ---------------------------- | ---------------------------- | ---------------------------- | ---------------------------- | ---------------------------- | ---------------------------- |
| 1.                           | 22.03.2019                   | Jokohama                     | Japonia                      | Kolumbia                     | 0:1                          |                              | Mecz towarzyski              |
| 2.                           | 26.03.2019                   | Kobe                         | Japonia                      | Boliwia                      | 1:0                          |                              | Mecz towarzyski              |
| 3.                           | 05.09.2019                   | Kashima                      | Japonia                      | Paragwaj                     | 2:0                          |                              | Mecz towarzyski              |
| 4.                           | 10.10.2019                   | Saitama                      | Japonia                      | Mongolia                     | 6:0                          |                              | el. MŚ 2022                  |
| 5.                           | 09.10.2020                   | Utrecht                      | Japonia                      | Kamerun                      | 0:0                          |                              | Mecz towarzyski              |

## Sukcesy

### Kashima Antlers
- Azjatycka Liga Mistrzów (1×): 2018